# Direction principale de l'organisation et de la mobilisation de l'état-major des forces armées de la fédération de Russie
 (février 2024).
Si vous disposez d'ouvrages ou d'articles de référence ou si vous connaissez des sites web de qualité traitant du thème abordé ici, merci de compléter l'article en donnant les références utiles à sa vérifiabilité et en les liant à la section « Notes et références ».

Grand emblème de la direction principale de l'organisation et de la mobilisation de l'état-major général des forces armées de la Fédération de Russie

La Direction de la mobilisation organisationnelle de l'état-major des forces armées de la fédération de Russie (État-major général des forces armées du GOMU du GOMU) est l'autorité militaire centrale de la fédération de Russie, et auparavant de l'URSS, chargée de mener à bien le développement organisationnel des forces armées, leur formation et leur mobilisation, la préparation des ressources de mobilisation, l'organisation de la conscription et le recrutement des troupes. Il est subordonné au chef de l'état-major des forces armées de la fédération de Russie, premier vice- ministre de la Défense de la fédération de Russie. 

## Histoire
Au moment de la chute de l'URSS, sous la direction de Grigori Krivocheïev, ce service lançait de vastes campagnes de désinformation visant à rendre "respectables et démocrates" des personnalités réputées pour leur passé douteux. On transformait ainsi d'anciens diplomates connus en Occident pour leurs liens avec les services secrets ou des hommes d'appareil serviles en personnes au passé de réformateur et de résistant sur lesquels s'appuyerait la nouvelle URSS.

## Responsables
- Lieutenant-général Aron Gerchovitch Karponossov (avril 1942 - octobre 1946)
- Colonel général, à partir de février 1968 - Le général d'armée Sergueï Matveïevitch Chtemenko (14 avril 1964 - 3 août 1968)
- Colonel-général Anatoli Vassilievitch Volkov (9 août 1968 - 25 mai 1978)
- Le colonel général Viktor Yakovlevitch Abolins (25 mai 1978-1983)
- Lieutenant-général, à partir de novembre 1983 - Colonel-général Gueorgui Andreievitch Morozov (1983 - janvier 1987)
- Colonel-général Grigori Fedotovitch Krivocheïev (janvier 1987 - septembre 1991)
- Le colonel général Mikhaïl Petrovitch Kolesnikov (septembre 1991 - 17 juillet 1992)
- Lieutenant-général, à partir de novembre 1992 - Colonel-général Vitali Ignatievitch Bologov (juillet 1992 - juillet 1994)
- Le colonel général Viatcheslav Vladimirovitch Jerebtsov (1994-1996)
- Le colonel général Mikhaïl Viktorovitch Klichine (1996 - août 1997)
- Le colonel général Vladislav Nikolaeivitch Poutiline (août 1997 - juillet 2002)
- Le colonel général Vassili Vasilievitch Smirnov (juillet 2002 - septembre 2013)
- Lieutenant-général, à partir de décembre 2015 - Colonel-général Vassili Petrovitch Tonkochkourov (octobre 2013 - mai 2018)
- Lieutenant-général Evgueni Vladimirovitch Bourdinski (depuis mai 2018)